# رونگانی
رونگانی (به صربی: Runjani) یک منطقهٔ مسکونی در صربستان است که در لوزنیسا واقع شده‌است.